# Aliança do Rio Congo
A Aliança do Rio Congo (em francês: Alliance Fleuve Congo; AFC) é uma coalizão rebelde congolesa liderada pelo ex-presidente da Comissão Eleitoral Nacional Independente, Corneille Nangaa. A coalizão consiste em grupos armados de oposição e partidos políticos que buscam derrubar o governo da República Democrática do Congo. O principal membro da coalizão é o Movimento 23 de Março (M23), um grupo rebelde apoiado por Ruanda que tem sido alvo de sanções econômicas pelos Estados Unidos e pelas Nações Unidas.

## Contexto
Corneille Nangaa, o futuro líder do grupo, atuou anteriormente como diretor da Comissão Eleitoral Nacional Independente da RDC de 2015 a 2021. Nessa função, supervisionou as eleições no país e certificou Félix Tshisekedi como vencedor da disputada eleição presidencial de 2018, apesar de inúmeros relatos de que o principal rival de Tshisekedi, Martin Fayulu, havia vencido.
Em fevereiro de 2023, anunciou a formação de um novo partido político, a Ação pela Dignidade do Congo e do seu Povo (ADCP), com uma plataforma focada em transformar a RDC em uma "terra de negócios". Ele planejava apresentar candidatos em todos os níveis para as próximas eleições gerais de 2023, incluindo concorrer à presidência. Mais tarde, envolveu-se em uma disputa pública com Tshisekedi sobre os supostos acordos secretos ligados à votação de 2018 e, em agosto de 2023, exilou-se do país, acreditando que sua segurança não estava mais garantida lá.

## História
Em 15 de dezembro de 2023, poucos dias antes das eleições de 2023, Nangaa assinou um acordo em Nairóbi, Quênia, com o M23 e outros nove grupos armados, formando uma nova aliança político-militar para alcançar a "unidade e estabilidade nacional" na RDC. Nangaa criticou a incapacidade do governo de manter a autoridade, prometendo restaurar a estabilidade e criar um ambiente econômico mais favorável. Nangaa também denunciou um “saque de bens públicos” e a “apropriação indébita de fundos”.
O M23 chamou a nova aliança de uma plataforma para a paz, enquanto o partido no poder declarou que era "uma espécie de rebelião". O governo queniano se distanciou das ações de Nangaa, mas rejeitou o pedido da RDC para prender os opositores, alegando liberdade de expressão. Nangaa anunciou posteriormente que sua plataforma incluía dezessete partidos políticos, dois grupos políticos e vários grupos armados.
Em 25 de julho de 2024, o Office of Foreign Assets Control (OFAC) do Departamento do Tesouro dos EUA impôs sanções à Aliança do Rio Congo.
Em 6 de agosto de 2024, o presidente Félix Tshisekedi acusou o ex-presidente Joseph Kabila de apoiar a Aliança do Rio Congo.
Posteriormente, em 8 de agosto de 2024, um tribunal militar congolês julgou e condenou Nangaa à revelia à pena de morte por crimes de guerra, participação em insurreição e traição.
Após dois dias de combates, em 27 de janeiro de 2025, o M23 alegou ter capturado Goma, capital de Quivu do Norte. Em uma entrevista antes da ofensiva contra a cidade, Nangaa disse: "Nosso objetivo não é Goma nem Bucavu, mas Quinxassa, a fonte de todos os problemas."
O grupo assumiu o controle de Bucavu, capital de Quivu do Sul, em 16 de fevereiro de 2025.
Em 9 de março de 2025, a Frente Comunitária da Resistência (FCR) - uma coalizão da Frente dos Patriotas pela Paz – Exército do Povo (FPP-AP) e da Nduma Défense du Congo-Rénové (NDC-R) de Mapenzi - alinhou-se formalmente com o M23 e juntou-se à Aliança do Rio Congo.

## Membros
Os membros da Aliança do Rio Congo incluem:
- Movimento 23 de Março[12]
- PARECO[12]
- Kyahanda[12]
- Forças Patrióticas para a Defesa do Congo (FPDC)[12][13]
- Twirwaneho[12]
- Frente de Resistência Patriótica de Ituri (FRPI)[12][14]
- Chini ya Kilima[12]
- Zaïre[14]
- Ação pela Dignidade do Congo e seu Povo (ADCP)[12]

## Administração paralela
A Aliança do Rio Congo nomeou os seguintes como "governadores" para as áreas que eles controlam:
- Joseph Bahati Musanga - Quivu do Norte[15]
- Emmanuel Birato - Quivu do Sul[16]